# علم جمهورية كاريليا
علم جمهورية كاريليا أعتمد العمل في 16 شباط / فبراير 1993. ينقسم العلم بصورة أفقية إلى ثلاثة ألوان هي الأحمر، الأزرق والأخضر.

## معنى الوان العلم
- الأحمر: يرمز إلى دفئ المشاعر وإلى الوحدة والتعاون بين سكان جمهورية كاريليا.
- الأزرق: يرمز إلى البحيرات الموجودة في البلاد.
- الأخضر: يرمز إلى الغابات.

## أعلام سابقة
| العلم | السنوات   | النسبة | الدولة                                                         |
| ----- | --------- | ------ | -------------------------------------------------------------- |
|       | 1918–1920 | 2:3    | جمهورية أوتواكذلك أثناء الاحتلال الفنلندي لكاريليا (1941-1944) |
|       | 1937–1938 | 1:2    | جمهورية كاريليا الاشتراكية السوفيتية المتمتعة بالحكم الذاتي    |
|       | 1938–1940 | 1:2    | جمهورية كاريليا الاشتراكية السوفيتية المتمتعة بالحكم الذاتي    |
|       | 1940–1953 | 1:2    | الجمهورية الكريلية - الفنلندية السوفيتية الاشتراكية            |
|       | 1953–1956 | 1:2    | الجمهورية الكريلية - الفنلندية السوفيتية الاشتراكية            |
|       | 1956–1978 | 1:2    | جمهورية كاريليا الاشتراكية السوفيتية المتمتعة بالحكم الذاتي    |
|       | 1978–1993 | 1:2    | جمهورية كاريليا الاشتراكية السوفيتية المتمتعة بالحكم الذاتي    |
|       | 1993–الآن | 2:3    | جمهورية كاريليا                                                |